# Pechlin (Adelsgeschlecht)

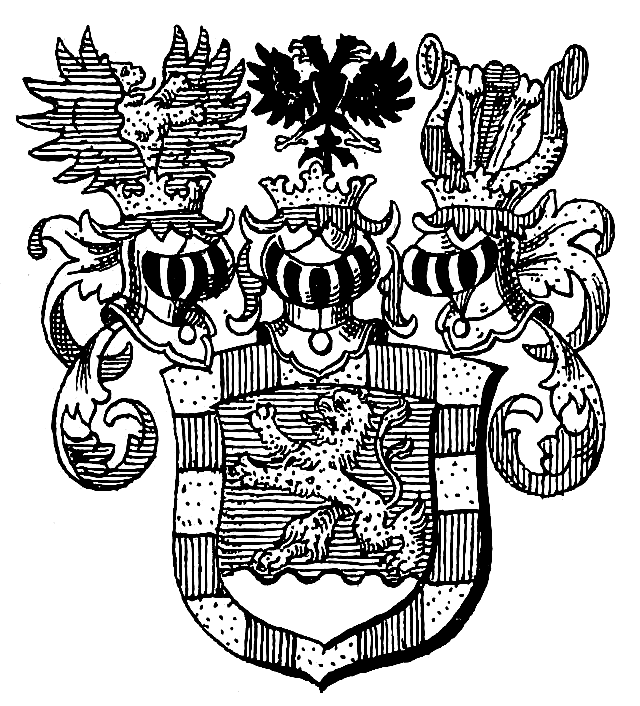
Wappen der Pechlin von Löwenbach

Pechlin bzw. Pechlin von Löwenbach ist der Name eines ursprünglich bürgerlichen holsteinischen Geschlechts, das 1740 in den Adels- und 1743 in den Freiherrnstand erhoben wurde.

## Geschichte
Die Stammreihe des Geschlechts wird auf Marten Pechghelien oder Pechelyn (nachgewiesen 1499–1525) zurückgeführt, der Ratsherr, dann Bürgermeister und Stadtrichter in Burg auf Fehmarn war.
Johann Nikolaus Pechlin (* 1644 (oder 1646) in Leiden; † Februar 1706 in Stockholm) war Leibarzt und Prinzenerzieher am Hof von Holstein-Gottorf. Sein Sohn Johann  (1677–1757) erhielt als holsteinischer Kanzler und Gesandter in Stockholm mit Diplom von 24. Mai 1740 die Erhebung in den Reichsadelsstand mit dem Prädikat Edler von Löwenbach. Am 4. November 1743 erfolgte die Erhebung in den Reichsfreiherrnstand. Die schwedische Adelsnaturalisation erlangte er mit Diplom vom 21. November 1751 (unter dem Namen Pechlin); es folgte 1752 die Introduktion bei der Adelsklasse im schwedischen Ritterhaus unter der Nr. 1915 für seinen Sohn, den schwedischen Obersten Carl Frederik Freiherrn Pechlin von Löwenbach. Die dänische Adelsnaturalisation erlangte am 31. Juli 1776 dessen Neffe, der königlich dänische Major Peter August von Pechlin.

### Besitzungen
- 1738–1763: Gut Schulenburg (Pölitz)

## Wappen
Das 1743 verliehene freiherrliche Wappen zeigt innerhalb eines von Gold und Rot 16 mal gestückten Schildrands über einem gewellten silbernen Schildfuß in Blau einen rot bezungten goldenen Löwen. Darüber drei Helme mit rechts blau-silbernen, links rot-goldenen Decken, auf dem rechten der Löwe einwärts wachsend zwischen offenem schwarzen Pflug, auf dem mittleren ein gold bewehrter schwarzer Doppeladler, auf dem linken drei  Straußenfedern (silber, blau, silber) zwischen zwei von gold und rot übereck getupften Büffelhörnern.

## Namensträger

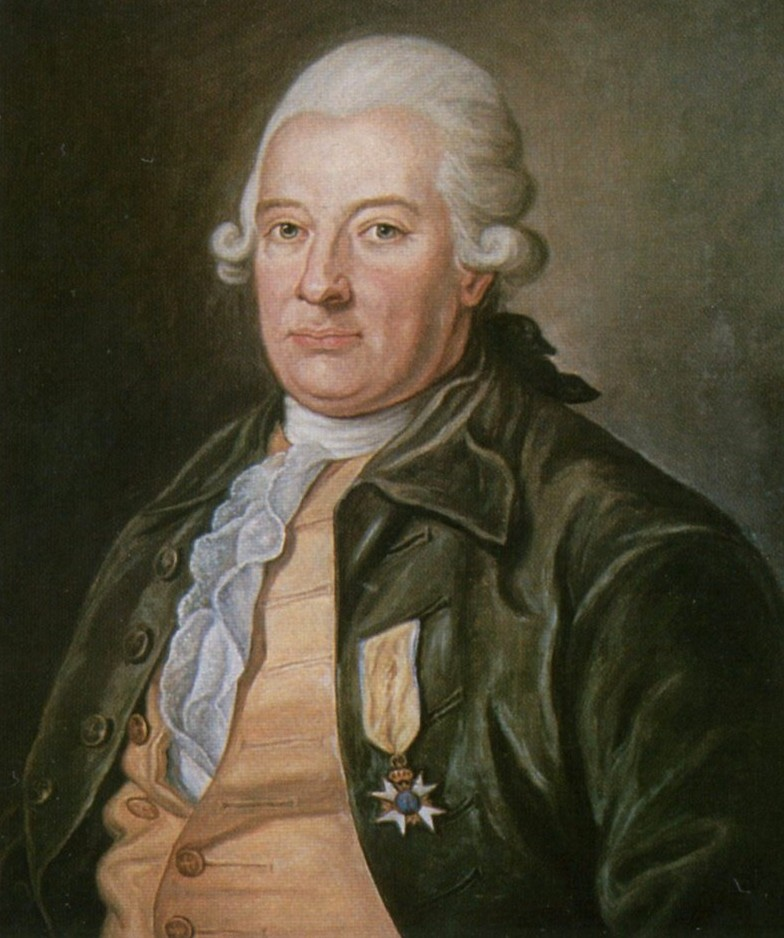
Carl Fredrik von Pechlin, Porträt von Per Krafft der Ältere

- Johann Nikolaus Pechlin (1646–1706), deutsch-niederländischer Arzt und Prinzenerzieher
- Johann von Pechlin (1677–1757), Kanzler von Schleswig-Holstein-Gottorf
- Carl Fredrik Pechlin (1720–1796), schwedischer General, am Mordanschlag auf König Gustav III. (Schweden) beteiligt
- Nicolaus Otto von Pechlin (1753–1807), dänischer Amtmann in Norburg und Segeberg, Administrator der Grafschaft Rantzau
- Friedrich Christian Ferdinand von Pechlin (1789–1863), deutscher Diplomat und Staatsmann in dänischen Diensten, Schriftsteller